# Міклош IV Баторі
Міклош IV Баторі (угор. Báthori Miklós, бл. 1445 — бл. 1500) — магнат і аристократ часів Угорського королівства. Засновник роду Баторі-Шомльо.

## Життєпис
Походив з угорського клану Баторі. Онук Санісло Баторі, засновника гілки Баторі-Саніслофі, королівського лицаря в 1382—1389 роках. Син Іштвана II Баторі, королівського капітана, та Дороти Вардаї. Народився до 1448 року. Перша письмова згадка відноситься до 1462 року. Ймовірно, в цей час відбувся поділ родинних володінь з рідними та стриєчними братами, внаслідок чого Міклош отримав замок Шомльо.
Не досяг якихось посад у державі, втім, ймовірно, брав участь у походах короля Матяша I на Балкани та до Богемії. Був двічі одружений: з Борбалою Кезмері та Софією Урсулою Банффі з Лошонци. Помер між 1498 та 1500 роками.

## Родина
- Іштван (1477—1534), воєвода Трансилвьанії
- Моріс
- Берталан (д/н—1536), надішпан Сатмарського комітату
- Міклош (д/н—після 1500)
- Ержебета (д/н—після 1552), дружина: 1) Міхая Вардаї; 2) Дйордя Банффі з Нагьямахаї
- Каталіна (д/н—після 1552), дружина Ласло Сармасагі
- Борбала (д/н—після 1520), дружина Андраша Чіре з Алмошду
- Софія